# Stigmatopteris
Stigmatopteris es un género de helechos perteneciente a la familia  Dryopteridaceae. Contiene 41 especies descritas y de estas, solo 25 aceptadas. Se distribuye en el neotrópico.

## Descripción
Tiene hábitos terrestres; con rizoma cortamente rastrero; lámina 1-pinnada a 2-pinnado-pinnatífida, atenuada hacia un ápice pinnatífido, glabra en ambas superficies, con glándulas internas punteadas, pelúcidas (a veces negras cuando secas); bulbilos ausentes (Mesoamérica) o presentes; pinnas comúnmente lineares a angostamente oblongas, los ápices largamente acuminados y serrados; raquis y costas pajizos a pardos, escamosos, las escamas delgadas, flácidas, generalmente terminando en un ápice papiloso-glanduloso; surco de la costa peloso por dentro, los tricomas menos de 0.1 mm, inconspicuos, no ramificados, obtusos; nervaduras libres a anastomosadas irregularmente, ascendente-curvadas, terminando antes de los márgenes en un hidátodo claviforme; soros redondeados o ligeramente oblongos cerca de las costas; indusios verdaderos ausentes, pero algunas especies con una escama indusiforme; tiene un cromosoma de x=41.
La característica más sobresaliente de Stigmatopteris son las glándulas internas punteadas. Estas glándulas son vistas más fácilmente cuando la hoja se observa a contraluz, aunque son también visibles al microscopio estereoscópico (con luz oblicua) como pequeñas gibas levantadas.
Stigmatopteris tiene otras características que ayudan a identificarlo. Los soros en todas las especies son redondeados a ligeramente oblongos y sin indusios. Las nervaduras terminan antes del margen en un ápice claviforme (mejor visto en el haz de la lámina). Las láminas carecen de tricomas con excepción de los surcos en el lado adaxial de los ejes.

## Taxonomía
El género fue descrito por Giuseppe Raddi  y publicado en Botanisk Tidsskrift 29: 292. 1909.  La especie tipo es: Stigmatopteris rotundata (Willd.) C. Chr. 

## Especies
- Stigmatopteris alloeoptera (Kunze) C. Chr.
- Stigmatopteris brevinervis (Fée) R.C. Moran
- Stigmatopteris bulbifera R.C. Moran
- Stigmatopteris caudata (Raddi) C. Chr.
- Stigmatopteris clypeata (Maxon & C.V. Morton) Lellinger
- Stigmatopteris contracta (H. Christ) C. Chr.
- Stigmatopteris hemiptera (Maxon) C. Chr.
- Stigmatopteris heterocarpa (Fée) Rosenst.
- Stigmatopteris heterophlebia (Baker) R.C. Moran
- Stigmatopteris ichthiosma (Sodiro) C. Chr.
- Stigmatopteris jamaicensis (Desv.) Proctor
- Stigmatopteris killipiana Lellinger
- Stigmatopteris lechleri (Mett.) C. Chr.
- Stigmatopteris longicaudata (Liebm.) C. Chr.
- Stigmatopteris michaelis (Baker) C. Chr.
- Stigmatopteris nephrodioides C. Chr.
- Stigmatopteris nothochlaena (Maxon) C. Chr.
- Stigmatopteris opaca (Baker) C. Chr.
- Stigmatopteris pellucidopunctata (C. Chr.) C. Chr.
- Stigmatopteris prionites (Kunze) C. Chr.
- Stigmatopteris pterorhachis R.C. Moran
- Stigmatopteris rotundata (Willd.) C. Chr.
- Stigmatopteris sordida (Maxon) C. Chr.
- Stigmatopteris tyucana (Raddi) C. Chr.
- Stigmatopteris ulei (H. Christ) Sehnem